# Szexi és bátor
A Szexi és bátor (Stunning and Brave) a South Park című amerikai animációs sorozat 258. része (a 19. évad 1. epizódja). Elsőként 2015. szeptember 16-án sugározták az Egyesült Államokban. Magyarországon 2015. december 3-án mutatta be a magyar Comedy Central.
Ebben a részben mutatkozott be új szereplőként PC igazgató. Az epizód a politikai korrektséget és az önjelölt társadalmi igazságosztókat figurázza ki, köztük Caitlyn Jenner megítélését és a vele szemben megfogalmazott kritikák legitimitását. Utalások szerepelnek továbbá Tom Bradyre és az úgynevezett Deflategate-re, azaz hogy Brady utasítására szándékosan lejjebb eresztett labdát használtak egy fontos mérkőzésen.

## Cselekmény
|  | Alább a cselekmény részletei következnek! |

Mr. Mackey bejelenti az iskolagyűlésen, hogy az elmúlt héten volt egy incidens, melynek során egy diák a nemi erőszakot "forró Cosbynak" nevezte, és emiatt Victoria igazgatónőt kirúgták. A helyére egy új személyt, PC igazgatót nevezték ki, akinek az a feladata, hogy tegye progresszívebbé South Parkot, hogy az jobban illeszkedjen a modern korba. PC igazgató el is mondja a beszédében, hogy a politikai korrektség jegyében hatalmas változásokat fog eszközölni. Kyle-nak kezdetben tetszik a dolog, azonban hamarosan őt veszik elő, mert azt mondta, hogy Caitlyn Jenner nem hős. Behívatja Geraldot, és közli vele, hogy nem tűri a transzfóbiás bigott beszédet. Amikor Gerald Bruce Jennernek nevezi őt, PC igazgató őrjöngeni kezd és elzavarja őket.
A férfiak ezalatt egy kézműves sörözőben vitatkoznak a dologról, ahol Stephen, Stuart, és Randy sem merik kimondani, hogy Caitlyn Jenner nem egy hős, mert ez egyetemisták törzshelye, akik erőszakkal fenyegetik azt, aki nem korrekt eléggé politikailag. Miközben az egyetemisták egyre hangosabban hangoztatják, hogy mik a toleráns nézetek, ők és PC igazgató úgy döntenek, hogy alapítanak egy diákszövetséget és együtt buliznak. Közben az iskolában a fiúk arra próbálják bátorítani Cartmant, hogy ne hagyja annyiban a dolgokat, hanem szálljon szembe az igazgatóval úgy, mint a példaképe, Tom Brady, aki ha bármilyen szabályszegéssel megvádolják, "tagad és terel". A mosdóban Cartman konfrontálódik az igazgatóval, azt mondva neki, hogy gyerekmolesztálással fogja megvádolni, hacsak nem vonja vissza a büntetését. Válaszul PC igazgató erőszakosan esik neki az inkorrektsége miatt, és úgy megveri, hogy Cartman kórházba kerül.
Randy elmegy a diákszövetség székházához, hogy jól beolvasson neki, de szándéka ellenére (némi alkohol hatására) ő is a szövetség tagjelöltje lesz. A kórházban Cartman feladja és belátja, hogy mindannyian bigottak, de Kyle akkor sem hajlandó engedni abból, hogy szerinte Caitlyn Jenner nem egy hős, sőt azt mondja, hogy szerinte egyáltalán nem is rendes ember. Randy és a társai azt kapják feladatul, hogy szégyenítsék meg ezért, így az éjszaka leple alatt "BIGOTT" feliratú disznókat visznek Kyle szobájába, majd felébresztik. Ezalatt Cartman azt álmodja, hogy ő egy személyben Tom Brady, Roger Goodell és Bill Belichick, ahogy tagad és terel egy vádaskodás után. Ezután megígéri Buttersnek, hogy mostantól egy jobb Eric Cartman lesz. De amikor megtudja, hogy Kyle lett a legújabb célpont, elhatározza, hogy segít neki, és nem hagyja, hogy erőszakkal lépjenek fel vele szemben.
Kyle brutális megszégyenítése tovább folytatódik, ezért azt kéri Stantől, hogy állítsa le az apját. Mikor nem jár sikerrel, Stan azt javasolja Kyle-nak, hogy ismerje el, hogy Caitlyn Jenner egy hős. Kyle erre azt mondta, hogy ezt soha nem mondta, csak azt, hogy számára nem hős. Cartman támadást indít a diákszövetség ellen azzal, hogy terhes mexikói nőket uszít rájuk, tacókkal bombázza a házukat, majd szír menekült gyerekeket küld be és Jared Fogle-t (a Subway szendvics reklámarcát). Ám az utolsó pillanatban megjelenik Kyle, aki leállítja az erőszakot azzal, hogy azt mondja, Caitlyn Jenner egy hős. Mindenki megtapsolja Kyle-t, és közben bevágnak egy képsort a 2015-ös ESPY díjátadó gáláról is. Randyt végül a szövetség teljes értékű taggá választja, miután "lecsekkolta Kyle kiváltságát" - mindenki azt hiszi, hogy ő állt Cartman akciója mögött. A fiúk belátják, hogy PC igazgató bizony maradni fog, de legalább megmutatták neki, hogy a nem polkorrekt dolgokkal való viccelődés is lehet fontos, mert párbeszédet épít. Kyle szerint azonban mindezzel mindenki veszített, csak Cartman nem.

## Készítése
Az epizódban PC igazgató számos korábbi eseményre utal a beszédében, amelyek miatt szerinte South Park egy intoleráns hely. Megemlíti Mr. Garrison megjegyzését (aki akkor még leszbikus volt), hogy a méh nélküli nők menjenek AIDS-tesztre. Megemlíti Séf bácsit is, mondván, hogy a gyerekek soul-dalokat énekeltek neki, majd öngyilkosságba kergették. Butters ekkor közli, hogy "egy szekta mosta ki az agyát", utalva a "Séf bácsi visszatér" című részre. Utal Randyre és Cartmanre ("A cisztri"), mondván, hogy vannak itt olyan emberek, akik a transzneműek jogainak védelmében lépnek fel, miközben csak a női mosdót akarják használni, Tuong Lu Kimre, mint egy fehér férfira, aki kínainak képzeli magát ("City Szusi") és falat épített a mongolok ellen ("A gyerekmolesztálás nem mulatságos").

## Fordítás
Ez a szócikk részben vagy egészben  a   Stunning and Brave című angol Wikipédia-szócikk ezen változatának fordításán alapul.  Az eredeti cikk szerkesztőit annak laptörténete sorolja fel. Ez a jelzés csupán a megfogalmazás eredetét és a szerzői jogokat jelzi, nem szolgál a cikkben szereplő információk forrásmegjelöléseként.